# Ким Ын Джу
Ким Ын Джу (кор. 김은주, р.11 ноября 1989 года) — тяжелоатлетка из КНДР, призёр чемпионата мира 2011 и 2018 года, чемпионка Азиатских игр и Азии среди клубов. Выступает за клуб «Кигванчха».

## Карьера
Родилась в 1989 году. В 2011 году стала бронзовой призёркой чемпионата мира. В 2014 году завоевала золотую медаль Азиатских игр, установив новый рекорд мира в толчке — 164 кг.
На чемпионате мира 2014 года заняла первое место, но была дисквалифицирована на 2 года за употребление допинга (метилтестостерон и метандриол).
В начале ноября 2018 года на чемпионате мира в Ашхабаде, корейская спортсменка, в весовой категории до 87 кг., завоевала абсолютную серебряную медаль, взяв общий вес 263 кг. При этом в упражнение толчок она завоевала малую золотую медаль с весом на штанге 152 кг, а в упражнение рывок малую бронзовую медаль с результатом 111 кг.
На предолимпийском чемпионате мира 2019 года, который проходил в Таиланде, корейская спортсменка завоевала серебряную медаль в весовой категории до 87 кг. Общий вес на штанге 269 кг. В упражнении рывок она стала второй завоевав малую серебряную медаль (115 кг), в толкании также завоевала малую серебряную медаль (154 кг).
Не смогла принять участие в Олимпийских играх в Токио из-за отказа сборной КНДР в связи с пандемией COVID-19.

## Спортивные результаты
| Год  | Соревнование           | Место проведения | Весовая категория | Рывок     | Толчок    | Сумма двоеборья | Место |
| 2010 | Азиатские игры         | Дунгуань         | до 75 кг          | 107 кг    | 138 кг    | 245 кг          | 4     |
| 2011 | Чемпионат Азии         | Тунлин           | до 75 кг          | —         | 146 кг    | —               | —     |
| 2011 | Чемпионат мира         | Париж            | до 75 кг          | 114 кг    | 151 кг    | 265 кг          | 3     |
| 2013 | Чемпионат Азии         | Астана           | до 75 кг          | —         | —         | —               | —     |
| 2013 | Клубный чемпионат Азии | Пхеньян          | свыше 75 кг       | 117 кг    | 152 кг    | 269 кг          | 1     |
| 2014 | Азиатские игры         | Инчхон           | до 75 кг          | 128 кг NR | 164 кг WR | 292 кг NR       | 1     |
| 2014 | Чемпионат мира         | Алма-Ата         | до 75 кг          | 126 кг    | 157 кг    | 283 кг          | DSQ   |
| 2018 | Чемпионат мира         | Ашхабад          | до 87 кг          | 111 кг    | 152 кг    | 263 кг          | 2     |
| 2019 | Кубок мира IWF         | Фучжоу           | до 87 кг          | 112 кг    | 154 кг NR | 266 кг          | 1     |
| 2019 | Чемпионат Азии         | Нинбо            | до 87 кг          | 114 кг    | 152 кг    | 266 кг          | 2     |
| 2019 | Чемпионат мира         | Паттайя          | до 87 кг          | 115 кг NR | 154 кг    | 269 кг NR       | 2     |
| 2019 | Кубок мира IWF         | Тяньцзинь        | до 87 кг          | 110 кг    | 150 кг    | 260 кг          | 2     |